# Оттавіо Б'янкі
Оттавіо Б'янкі (італ. Ottavio Bianchi; нар. 6 жовтня 1943, Брешія) — італійський футболіст, що грав на позиції півзахисника. По завершенні ігрової кар'єри — футбольний тренер.
Виступав, зокрема, за клуби «Брешія» та «Наполі», а також національну збірну Італії. Як тренер — чемпіон Італії, дворазовий володар Кубка Італії та володар Кубка УЄФА.

## Клубна кар'єра
Народився 6 жовтня 1943 року в місті Брешія. Вихованець футбольної школи клубу «Брешія». Дорослу футбольну кар'єру розпочав 1960 року в основній команді того ж клубу, в якій провів шість сезонів, взявши участь у 97 матчах чемпіонату.
Своєю грою за цю команду привернув увагу представників тренерського штабу клубу «Наполі», до складу якого приєднався 1966 року. Відіграв за неаполітанську команду наступні п'ять сезонів своєї ігрової кар'єри. Більшість часу, проведеного у складі «Наполі», був основним гравцем команди.
Після цього недовго виступав за «Аталанту», «Мілан» та «Кальярі».
Завершив професійну ігрову кар'єру у клубі СПАЛ, що виступав у Серії Б, за який виступав протягом 1975—1977 років.

## Виступи за збірні
1966 року дебютував в офіційних матчах у складі національної збірної Італії. Протягом кар'єри у національній команді, яка тривала усього 1 рік, провів у формі головної команди країни 2 матчі.

## Кар'єра тренера
Тренерська кар'єра Оттавіо почалася в його останньому «ігровому» клубі — СПАЛ, де він був граючим тренером.
1978 року Б'янкі став наставником «Сієни». Після цього він тренував «Мантову», «Трієстину», «Аталанту», «Авелліно» та «Комо».
1985 року очолив «Наполі» з яким досяг великих успіхів. У складі команди грали Дієго Марадона і Карека. З неаполітанцями він виграв Серію A, Кубок Італії і Кубок УЄФА. Це був найкращий період в історії клубу. Після перемоги в Кубку УЄФА у 1989 році він покинув клуб.
Два роки він тренував столичну «Рому» з якою в 1991 році знову виграв Кубок Італії. 1992 року Оттавіо повернувся в «Наполі», але без Марадони клуб не міг повторити колишні результати і тренера звільнили менш ніж через рік. При ньому в 1993 році в «Наполі» дебютував Фабіо Каннаваро.
У 1994—1995 роках тренував «Інтер», після чого довгий час не займався тренерською роботою. Останнім місцем тренерської роботи був клуб «Фіорентина», команду якого Оттавіо Б'янкі недовго очолював як головний тренер 2002 року, повернувшись після семирічної перерви.

## Титули і досягнення

### Як тренера
- Чемпіон Італії (1):

«Наполі»: 1986-87
- Володар Кубка Італії (2):

«Наполі»: 1986-87
«Рома»: 1990-91
- Володар Кубка УЄФА (1):

«Наполі»: 1988-89

### Особисті
- Seminatore d'oro[it]: 1987

| Дата       | Місто   | Господарі | Результат | Гості   | Турнір            | Голи | Примітки |
| ---------- | ------- | --------- | --------- | ------- | ----------------- | ---- | -------- |
| 01-11-1966 | Мілан   | Італія    | 1 – 0     | СРСР    | товариський матч  | -    | 76'      |
| 26-11-1966 | Неаполь | Італія    | 3 – 1     | Румунія | Відбір до ЧЄ 1968 | -    |          |
| Усього     |         | Матчів    | 2         |         | Голів             | 0    |          |